# Jan Bidrman
Jan Bidrman (* 2. dubna 1966 Rakovník) je profesionální plavecký trenér české národnosti a bývalý československý a švédský sportovní plavec. Účastník olympijských her 1992 v barvách Švédska.

## Sportovní kariéra
Plavat ho učili rodiče v 5 letech. Otec Josef hrál v mládí aktivně tenis a chtěl, aby šel v jeho stopách, jenže v roce 1973 byla na Kladně slavnostně otevřená první krytá plavecká hala a matka ho jako 7 letého zapsala do plaveckého kroužku k trenérce Hagenhoferové. V témže roce vzniklo pod vedením bratrů Pavla a Slavomíra Cirnfusových i tréninkové středisko mládeže (TSM) při TJ Poldi Kladno, do kterého byl zařazen v 10 letech. Během tří let se vypracoval v předního československého dorostence. Z plaveckých stylů ho nejvíc bavil motýlek, ale kvůli fyzickým předpokladům ho trenéři tlačili do znaku. Měl krásnou plaveckou postavu jako z metodických učebnic padlou pro znakaře – byl vysoký, měl široká ramena, dlouhé nohy, paže a s těmito proporcemi se uměl krásně položit zády na hladinu.
V roce 1980 na prestižní sportovní akci mladých sportovců ze socialistických zemí Družba v maďarském Dunaújvárosi vybojoval 2 stříbrné (100 m a 200 m znak) a 1 bronzovou (200 m motýlek) medaili. Po letní sezóně byl zařazen do střediska vrcholového sportu ministerstva školství (SVS MŠ) k trenérce Ivaně Felgrové, která se dlouhodobě metodicky specializovala na znakařskou techniku. V začátcích mu s pilováním techniky pomáhal vedle trenérky Felgrové zkušený znakař Josef Kuf. Jedním z nedostatků, špatných návyků, které si z Kladna přinesl, bylo špatné/pomalé provádění obrátek – před obrátkou jen splýval a tím ztrácel drahocenné vteřiny.
V roce 1981 se po ukončení kladenské ZDŠ hlásil na pražské sportovní gymnázium Nad Štolou, ale snad z kádrových důvodů ho nepřijali. Nastoupil proto na gymnázium Petřiny a zároveň po letní sezóně přestoupil do klubu pražských Vysokoškoláků. Na gymnáziu mu vyšli vstříc a dostal individuální studijní plán.
V zimní sezóně 1982 se začal poprvé výrazně prosazovat mezi dospělými plavci a stal se stabilním členem československé reprezentace. Svůj běžné den začínal budíčkem v 5:45. Bydlel na strahovských kolejích a měl to pár metrů na bazén, kde odplaval své první ranní kilometry mezi 6-8 h. Následovala suchá příprava, snídaně a v 9:15 cesta do školy. Druhá fáze následovala dopoledne. Od 15-16 suchá příprava a od 16-18 h bazén. Na letním mistrovství republiky v červenci v Praze-Podolí vybojoval své první dva tituly na znakařských tratích. Zajímavostí bylo, že mistrovství odplaval se zlomeným nosem, ke kterému přišel při rekreačním nohejbalu.

### Vstup mezi evropskou špičku a nepovedené mistrovstvé Evropy 1983
V zimní sezóně 1983 se dostal do životní formy. V disciplíně 200 znak poprvé překonal v březnu český rekord časem 2:06,11 a v závěru měsíce se poprvé dostal pod 126 vteřin časem 2:05,74. V kuloárech se začalo mluvit o překonaní nedostižného československého rekordu 2:05,07, který držel od roku 1977 legendární slovenský plavec, jehož jméno se v československých médiích již nesmělo vyslovovat, Miloslav Roľko. Za týden bylo hotovo, při mezistátním trojutkání ve finském Turku vytvořil 3. dubna 1983 nový československý rekord na 200 m znak časem 2:04,65. Snad nejvíc nadšený z jeho výsledků byl šéftrenér reprezentace Jan Vokatý, protože se v jeho očích začala rýsovat nadějná polohová štafeta znak: Bidrman, prsa: Miroslav Milý, motýlek: Marcel Géry a kraul: Josef Hladký. Zároveň však v jeho technice viděl stále spoustu nedostatků.
26. června 1983 se jeho sportovní kariéra obrátila naruby. Na velké ceně Slovenska v Bratislavě po mimořádně rychlém mezičase 1:00,07 zaplaval 200 znak za 2:03,50. O více než sekundu zlepšil vlastní československý rekord a zařadil se na přední místo evropských tabulek. Ze sedmnáctiletého chlapce, který nejradši trávil večery v klidu s knížkou, se stala medailová naděje pro srpnové mistrovství Evropy v Římě.
Na letním mistrovství republiky koncem července roli favorita na trati 200 m znak nepotvrdil, prohrál o 18 setin s Josefem Hladkým. Vzápětí odjel s Marcelem Gérym na 11 denní soustředění do Söldenu v rakouských Alpách.
V druhé polovině srpna startoval na mistrovství Evropy v Římě ve třech individuálních disciplínách a v polohové štafetě. V úvodním závodě 400 m polohový závod doplaval v B-finále na 6. místě v čase 4:36,02 a skončil celkově na 14. místě ze 17 startujících. Závěr závodu viditelně vypouštěl a šetřil síly na svoji hlavní trať 200 m znak, která ho čekala další den. Závod na 200 m znak se mu nepovedl, za svým osobním rekordem zaostal o 4 vteřiny a skončil v B-finále na 4. místě (celkově 12.). Před závodem nic nenasvědčovalo, že o tolik zaostane za svým osobním rekordem. Připraven byl dle slov trenéru výborně, zaplatil pravděpodobně nováčkovskou daň. Za dva dny ve své disciplíně discplině 100 m znak nepostoupil z rozplaveb časem 1:00,68 a obsadil konečné 22. místo. Na závěr mistrovství plaval první úsek polohové štafety 4×100 m. Před letní sezónou ambiciózní polohová štafeta působila unaveným dojmem a skončila v rozplavbách na předposledním 11. místě. Tisk jeho vystoupení na hrách shrnul slovy: "Velice perspektivní Bidrman dostal velkou školu. Zvláště na 200 m znak měl natrénováno minimálně na finále a mohl být i dost vysoko. Na první velké soutěži mu vypověděly nervy, nebo se něco nepodařilo v závěrečné přípravě."

### Trápení v olympijském roce 1984 a změna trenéra
V lednu na začátku olympijského roku 1984 odletěl s Josefem Hladkým, Marcelem Gérym a trenérem Ladislavem Hlavatým na závody a tréninkové soustředění do texaského Austinu. Odlétaly 4. ledna přes Kodaň a New York a vracet se měli 18. ledna. V Austinu se na 200 m znak dostal do finále, které se mu však nepovedlo a skončil na posledním 8. místě v čase 2:07,69. Trenér Hlavatý jeho vystoupení komentoval "ještě není takový mazák, potřebuje se zbavit nervozity z velkých závodů". Gery s Hladkým ho hecovali "hlavně se nebát, není důvod. Je důležité přidat k tréninkové píli i zdravou dávku sebevědomí, vyrovnat se s nezvyklým prostředím a nebát se soupeřů, byť sebeslavnějších".
Před olympijskou sezónou byl vážným kandidátem pro start na olympijských hrách v Los Angeles, byl řazen po bok Géryho a Hladkého, ale svými výsledky po celou zimní sezónu nepřesvědčoval. Nepochybně byl do role favorita tlačen svým ambiciózním pražským střediskem vrcholového sportu ministerstva školství, které po odchodu Ireny Fleissnerové potřebovalo výraznou plaveckou osobnost. Po dubnovém tréninkovém soustředění ve francouzském Font-Romeu-Odeillo-Via jeho šance na olympijské hry trenérka Ivana Felgrová shrnula slovy "loni doplaval mezi nejlepší, letos zatím nemá výrazně rychlý čas. Dokáže to, až bude potřeba. Poslední příležitost je v červnu velká cena Slovenska". Jestli by nominační kritéria dokázal splnit, však zůstalo navždy nevyřešenou otázkou. 14. května vyšlo v tisku oficiální prohlášení o neúčasti Československa na olympijských hrách v Los Angeles. Víkend kdy československý olympijský výbor přijal toto stanovisko po vzoru dalších států východního bloku, byl na závodech v Římě. Na velké ceně Slovenska zaplaval 200 m znak za 2:06,13. Stále se mu nedařilo překlenout chvíle, kdy tréninková dřina nachází vyústění v dalším zlepšení. Evropská špička, ke které se loni přiblížil, plavala v roce 1984 opět o něco rychleji.
Začátkem července neletěl na tréninkové soustředění s Marcelem Gérym a Josefem Hladkým do francouzského Font-Romeu-Odeillo-Via, ale s trenérkou Felgrovou a šéftrenérem reprezentace Janem Vokatým do arménského Cachkadzoru. Změna tréninkové skupiny se ukázala být dobrým krokem. Po návratu ze soustředění zazářil na domácím mistrovství republiky v Praze-Podolí. Vybojoval 5 individuálních titulů mistra republiky na 100 a 200 m znak, 200 m motýlek (osobní rekord 2:04,38) a 200 a 400 m polohový závod, pravda bez účasti dua Géry, Hladký, která si prodloužila soustředění ve Francii.
Jako kompenzaci za olympijský závod v plavání byl zorganizován závod Družba 84 v Moskvě v druhé polovině srpna. Závody se mu nepovedly. V polohovém závodě na 400 m nepostoupil do finále podprůměrným časem 4:36,27, 200 m znak zaplaval za 2:08,18 a skončil na 7. místě. Na 200 m motýlek skončil na 7. místě v čase 2:05,75 a ve své závěrečné disciplíně 200 m polohový závod obsadil 8. místo časem 2:10,11.
Trenérka Ivana Felgrová po nepovedeném roce uvedla: "Ten rychlý skok mu vůbec neprospěl. Kdyby se zlepšoval pomaleji, bylo by to všechno klidnější. Prospělo by mu víc klidu kolem jeho osoby." Na podzim se jejich cesty rozešly. Od roku 1985 začal nově spolupracovat s Rudolfem Poledníkem.

### Psychicky náročný rok 1985 a nepovedené mistrovství Evropy
Zimní sezóna 1985 se pro něho změnila v tom, že přestal být konfrontován s dvojicí Marcel Géry a Josef Hladký. Přes zimu se mu dařilo v tréninku, neměl vážnější zdravotní problémy. Závody mu však opět nevycházely. Řešení se snažil hledat útěkem k jiným disciplínám. Začal například plavat kraulem vytrvalostní trať 1500 m. Měnit jinou disciplínu však nechtěl, všichni kolem mu tvrdili, že má ideální parametry pro znak, a že má vydržet. Na otázku novináře Petra Davida zdali ho plavání ještě baví, odpověděl nečekaně rychle: "Jestli mě to pořád ještě baví? Ale to je přece jasné. To bych to nedělal. Pořád se musím na něco těšit, nemůžu jen tak přijít a něco odplavat. Ten zájem, radost, to je přece základ všeho." V květnu ho čekala maturita na gymnáziu. Maturoval mimo jiné z angličtiny.
Po průměrné zimní sezóně se v letní výrazně zlepšil v obou polohových závodech – 400 m OPZ v sezóně za 4:28,59. Trenér Rudolf Poledník po nadějném vystoupení na velké ceně Slovenska uvažoval, zda se stále soustředit na 200 m znak nebo dát šanci dlouhé polohovce na 400 m. Poledníka mile překvapilo, jak se pod jeho vedením zlepšil v technice prsou.
Na mistrovství Evropy v bulharské Sofii odjížděl s nadějemi. Tréninkové testy napovídaly šanci na výborný výsledek. Jeho rival z dlouhé polohovky Josef Hladký komentoval vzájemný trénink slovy: "Chci medaili z dlouhé polohovky, ale na Bidrmana asi nebudu mít nárok, v tréninku mě porážel, jak chtěl." Druhý den mistrovství Evropy ho čekala jeho nejperspektivnější disciplína 400 m polohový závody. Startoval ve druhé rozplavbě a začal zostra, motýlek za 58,97. Po znaku stále držel vedení, ale následně mu došly síly a doplaval v čase přes 4:40 poslední. Pro něho možná naštěstí ho komise rozhodčích po závodě diskvalifikovala za špatně provedenou obrátku na prsařském úseku. Další den v závodě na 200 m znak předvedl svůj standard posledních let. Čas z rozplaveb 2:07,65 stačil na postup do B-finále, ve kterém obsadil celkově 11. místo za čas 2:08,47. Na 100 m znak skončil v čase 59,70 na prvním nepostupovém 17. místě v rozplavbách. Závěrečný den mistrovství nastoupil do polohové štafety 4×100 m, kde se mu nepodařil první znakařský úsek (předával štafetu na posledním místě). V rozplavbách chybělo štafetě více štěstí, skončila na prvním nepostupovém 9. místě v čase 3:52,54, 41 setin od postupu do finále.
Po návratu dostal za své vystoupení v Sofii silnou kritiku. Předseda plaveckého svazu Pavel Pazdírek jeho výkon komentoval slovy: "Nejvíc zklamán jsem byl z Bidrmana, který ani v jediném závodě neodvedl odpovídající výkon".

### Emigrace 1985
V září 1985 vyšel v deníku Československý sport článek, ve kterém novinář Petr David popsal, čím vším si v posledních letech procházel. Názory lidí z okolí plaveckého sportu: "Dospěl... stal se obětí experimentů, už dál nepůjde... nechala ho být jeho holka... je to samotář, sobec, který nevidí kolem sebe...". Místo aby ho povzbudili, přikládali mu další balvany na cestu dolů. On sám si svých špatných výkonů byl vědom: "Chyba je ve mně. Od 14 let jsem z domova, snažím se věci řešit sám. Rozhodně nejsem flegmatik, věci z venku vypadají jinak. Ale neumím se svěřit, rozdělit se o problém, vypovídat se. Je to ve mmě a to asi taky není dobře." V roce 1985 maturoval, udělal zkoušky na VŠE, ale nevzali ho pro vysoký počet uchazečů. Udělal zkoušky na nadstavbu střední pedagogické školy, ale nebyl přijat. Odvolání nedopadlo. Ozvali se mu vojáci.
Na podzim, asi na konci září z Československa emigroval. Podrobnosti nejsou veřejně známé. Ve Švédsku mu podal pomocnou ruku předseda plaveckého klubu Malmö Kappsimningsklubb Paul Alfons. Po získání politického azylu se stal členem Malmö KK a připravoval se v lázních Simhallsbadet. V tréninku si nejvíc pomáhal s dálkoplazem Stefanem Perssonem pod vedením trenéra Grega Connella.

### Čekání na švedské občanství 1986-1988 a zamítnuté olympijské hry
Jeho hlavním sportovním cílem bylo startovat na olympijských hrách v Soulu v roce 1988. K tomu potřeboval získat švédské občanství. Naučil se švédský jazyk a snažil se v co nejkratším možném termínu splnit všechny další náležitosti švédské vlády pro udělení občanství. 
Pro švédskou plaveckou reprezentaci hrál důležitou roli především proto, že se specializoval na disciplíny, kterým se většina plavců vyhýbala – technicky náročný 200 m znak, fyzický náročný 200 m motýlek a kombinace obojeho 400 m polohový závod.
Švédské občanství obdržel v rekordně krátké době 2,5 roku od podání žádosti, ještě před švédskou nominací na olympijské hry v Soulu. Hry se konaly v září 1988, tedy zhruba tři roky od jeho emigrace z Československa. Švédský olympijský výbor musel vědět o pravidlu 8 (dnes 41) olympijské charty, ve kterém je uvedeno, že sportovec potřebuje po tři roky svolení země, kterou dříve reprezentoval, aby mohl startovat za novou – doba tří let se počítá od vyřazení sportovce z reprezentace. Švédové ho přesto na olympijské hry nominovali, snad doufali, že těch pár dní uhádají a dostanou svolení Bidrmana do závodu pustit. Československý olympijský výbor však svolení nedal a olympijských her v Soulu se tak účastnil jen jako divák – podrobnosti k celému případu nejsou veřejně známé.

### Reprezentant Švédska 1989-1992, studium v USA, olympijské hry
Po získání švédského občanství v polovině roku 1988 vydržel ve Švédsku něco málo přes rok. Od školního roku 1989/90 nastoupil jako freshman do prvního ročníku University of Nebraska–Lincoln ve Spojených státech. Připravoval se s univerzitním týmem Huskers, se kterým zaznamenal řadu úspěchů v národních soutěžích univerzitních družstev.
V létě 1989 reprezentoval Švédsko na mistrovství Evropy v německém Bonnu. V polohovém závodě na 400 m obsadil v B-finále 2. místo (celkově 10.) časem 4:25,78. Na 200 m motýlek nepostoupil časem 2:04,79 z rozplaveb a skončil celkově na 21. místě. V polohovém závodě na 200 m obsadil v A-finále 7. místo časem 2:04,81.
Na přelomu roku 1990 a 1991 reprezentoval Švédsko na mistrovství světa v australském Pertu. V polohovém závodě na 400 m postoupil desátým nejlepším časem 4:23,04 z rozplaveb do B-finále, do kterého však nenastoupil a skončil celkově na 17. místě. V polohovém závodě na 200 m postoupil do A-finále, kde časem 2:03,09 obsadil konečné 6. místo.
V roce 1992 splnil olympijská kritéria Švédského olympijského výboru pro start na olympijských hrách v Barceloně. V polohovém závodě na 400 m obsadil v B-finále časem 4:23.52 celkově 15. místo. Ve své silnější disciplíně 200 m polohový závod byl po doplavání v 7 rozplavbě diskvalifikován. Po olympijských hrách ukončil sportovní kariéru.

## Trenérská práce
S trenérskou prací začínal v roce 1992 ještě jako student University of Nebraska–Lincoln – na univerzitě promoval v roce 1995 v oboru ekonomie. Trenérské renomé získal ve spolupráci s jihoafrickou plavkyní Penny Heynsovou, kterou v roce 1996 připravil k zisku dvou zlatých olympijských medailí na olympijských hrách v Atlantě. Krátce vedl i přední českou plavkyni Lenku Maňhalovou.
V roce 1997 přesídlil do Kanady, kde přijal nabídku University of Calgary jako šéftrenér Calgary Swim Center. Do Calgary za ním po čase přišla i Penny Heynsová. S přestávkami pracoval také jako šéftrenér kanadské plavecké reprezentace. K jeho nejznámějším kanadským svěřencům patřil Curtis Myden nebo Joanne Malarová.